# Libertarios por la vida
Libertarians for Life (LFL, L4L) fue un grupo no religioso que expresara su oposición al aborto en el contexto del libertarismo. Con sede en Wheaton, Maryland, Libertarians For Life cree que el aborto no es un derecho, sino "un crimen legalizado".

## Visión
Para explicar y defender su postura sobre el aborto, Libertarians For Life argumenta que:

1. La descendencia humana son seres humanos, personas de la fecundación.
2. El aborto es homicidio: el asesinato de una persona por otra.
3. Nunca existe el derecho a matar a una persona inocente. Prenatalmente, todos somos personas inocentes.
4. Un niño prenatal tiene derecho a estar en el cuerpo de la madre. Los padres no tienen derecho a desalojar a sus hijos de la cuna o del útero y dejarlos morir. En cambio, ambos padres, tanto el padre como la madre, les deben apoyo y protección contra daños.
5. Ningún gobierno, ni ningún individuo, tiene el poder justo de "despersonalizar" legalmente a cualquiera de nosotros, nacido o no.
6. El propósito apropiado de la ley es ponerse del lado de los inocentes, no contra ellos.

Ninguno de los argumentos se basa en creencias religiosas y tiene la intención de atraer por igual a ateos y teístas. Este es un motivo de orgullo para el grupo, que afirma depender de la ciencia y la razón, mientras que tanto los aliados provida como los oponentes pro aborto usan argumentos no científicos o irracionales para defender sus posiciones afirmaba el grupo.

## Actividades
Doris Gordon fundó Libertarians For Life en 1976 "porque algún libertario tuvo que hacer sonar el silbato". En 1988, Libertarians For Life intentó cambiar la posición del  Partido Libertario sobre el aborto, por lo que sería similar al candidato presidencial de 1988 del partido, Ron Paul.